# Alexandru Ciocan
Alexandru Nicolae Ciocan (* 22. März 1978) ist ein ehemaliger rumänischer Radrennfahrer.
Alexandru Ciocan gewann 2005 die Trofeul Primaverii und wurde rumänischer Meister im Einzelzeitfahren. 2007 gewann er eine Etappe bei der Trofeul Primaverii und das Eintagesrennen Cupa Stirom. Bei der Rumänien-Rundfahrt konnte er zwei Teilstücke für sich entscheiden. In der Saison 2008 gewann Ciocan zwei Etappen bei der Turul Dobrogei und er wurde rumänischer Meister im Straßenrennen.

## Erfolge
2005
- Rumänischer Meister – Zeitfahren

2007
- zwei Etappen Rumänien-Rundfahrt

2008
- Rumänischer Meister – Straßenrennen

2009
- eine Etappe Turul Dobrogei